# Corniculum
Corniculum fu una città del Latium vetus, localizzata nella posizione dell'attuale località di Montecelio nei Monti Cornicolani, a cui avrebbe dato il nome.

## Storia
Situata nell'ager Tiburtinus, era probabilmente città sabina, anche se le evidenze storiche in materia sono carenti. Il nome del città è riconducibile alla conformazione delle due colline adiacenti che le unisce proprio come una coppia di piccoli corni.
La città, che come tante altre città Latine, si era ribellata alla supremazia di Roma alla morte di Anco Marzio, venne conquistata e distrutta da Tarquinio Prisco, che ne trasse i superstiti come schiavi a Roma.
Secondo la tradizione era la città natale di Ocresia, la madre di Servio Tullio; sarebbe stata la moglie o la figlia del re della città, catturata come schiava al momento della sua distruzione.

## Localizzazione
Presso Montecelio sono stati ritrovati vari materiali risalenti all'età del ferro e frammenti ceramici del VII-VI secolo a.C., che per alcuni hanno suffragato l'identificazione della città.